# Atentado de Magdeburgo de 2024
El atentado de Magdeburgo de 2024 se produjo el 20 de diciembre de 2024, cuando un vehículo arrolló a una multitud en un mercado navideño en la ciudad de Magdeburgo, capital del estado federado de Sajonia-Anhalt, Alemania. Según el gobierno federal, fue un ataque deliberado. De acuerdo con los informes policiales, hay al menos cinco muertos y más de 200 heridos. El presunto autor, Taleb Al-Abdulmohsen, ciudadano saudí de 50 años que llevaba algunos años viviendo en Alemania y era hostil al islam y simpatizante de la extrema derecha alemana, fue detenido por la policía inmediatamente después del ataque. El mercado navideño se cerró prematuramente por el resto de la temporada.

## Antecedentes
Magdeburgo es la capital del estado alemán (land) de Sajonia-Anhalt. La ciudad celebra anualmente un mercado navideño situado cerca del ayuntamiento y de un gran centro comercial.
Los mercados navideños han sido blanco de atentados con vehículos, algunos de ellos con bomba; una evaluación conjunta de la amenaza de Nochevieja en Times Square señaló que el vector «se ha convertido en una táctica recurrente empleada por los actores de la amenaza». La ministra alemana del Interior, Nancy Faeser, declaró un mes antes de los hechos que no había amenazas «concretas» contra los mercados navideños, pero que era prudente mantener la vigilancia.

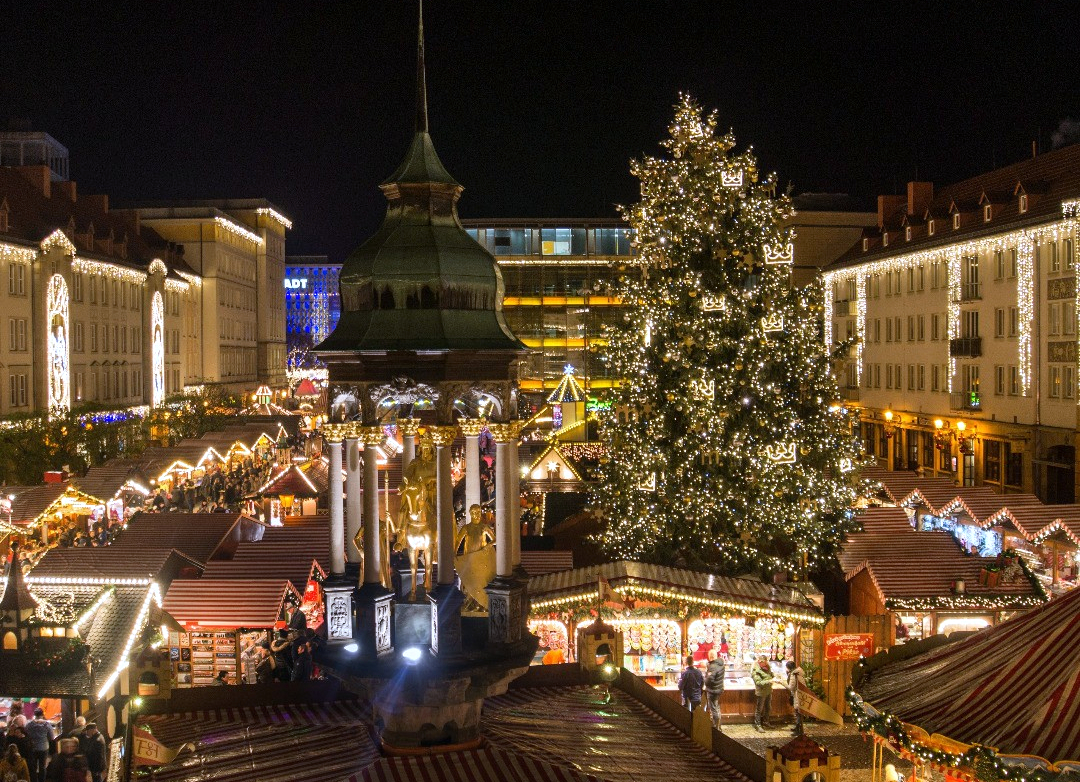
Imagen del mercado navideño de Magdeburgo, en 2019.

El atentado se produjo ocho años después de que otro ataque con camión perpetrado por el Estado Islámico en Berlín causara doce muertos y 56 heridos.

## Ataque

Trayectoria del vehículo desde su acercamiento hasta el arresto del conductor

A las 19:04 horas del viernes 20 de diciembre de 2024, un conductor condujo un coche BMW negro, al parecer alquilado poco antes del atentado, contra una multitud a gran velocidad en un mercado navideño de Magdeburgo. El coche se desplazó al menos 400 metros, según la policía. El presunto conductor del vehículo fue detenido posteriormente en la estación de tranvía de Allee-Center. Según el diario Frankfurter Allgemeine Zeitung, era de nacionalidad saudí.
Las personas que resultaron ilesas en el atentado ayudaron a prestar primeros auxilios a los heridos antes de que pudieran llegar los servicios de emergencia. Otros describieron un caos posterior, con sangre por todas partes y personas envueltas en mantas de emergencia para mantener el calor.
Un portavoz del gobierno del estado de Sajonia-Anhalt afirmó que se trataba «probablemente de un atentado». Se descubrió un equipaje en el asiento del copiloto del vehículo y la policía acordonó la zona tras descubrirse un equipaje en el interior del vehículo, el cual se sospechó que podía contener un artefacto explosivo, pero pronto se confirmó que no había tal.

## Víctimas

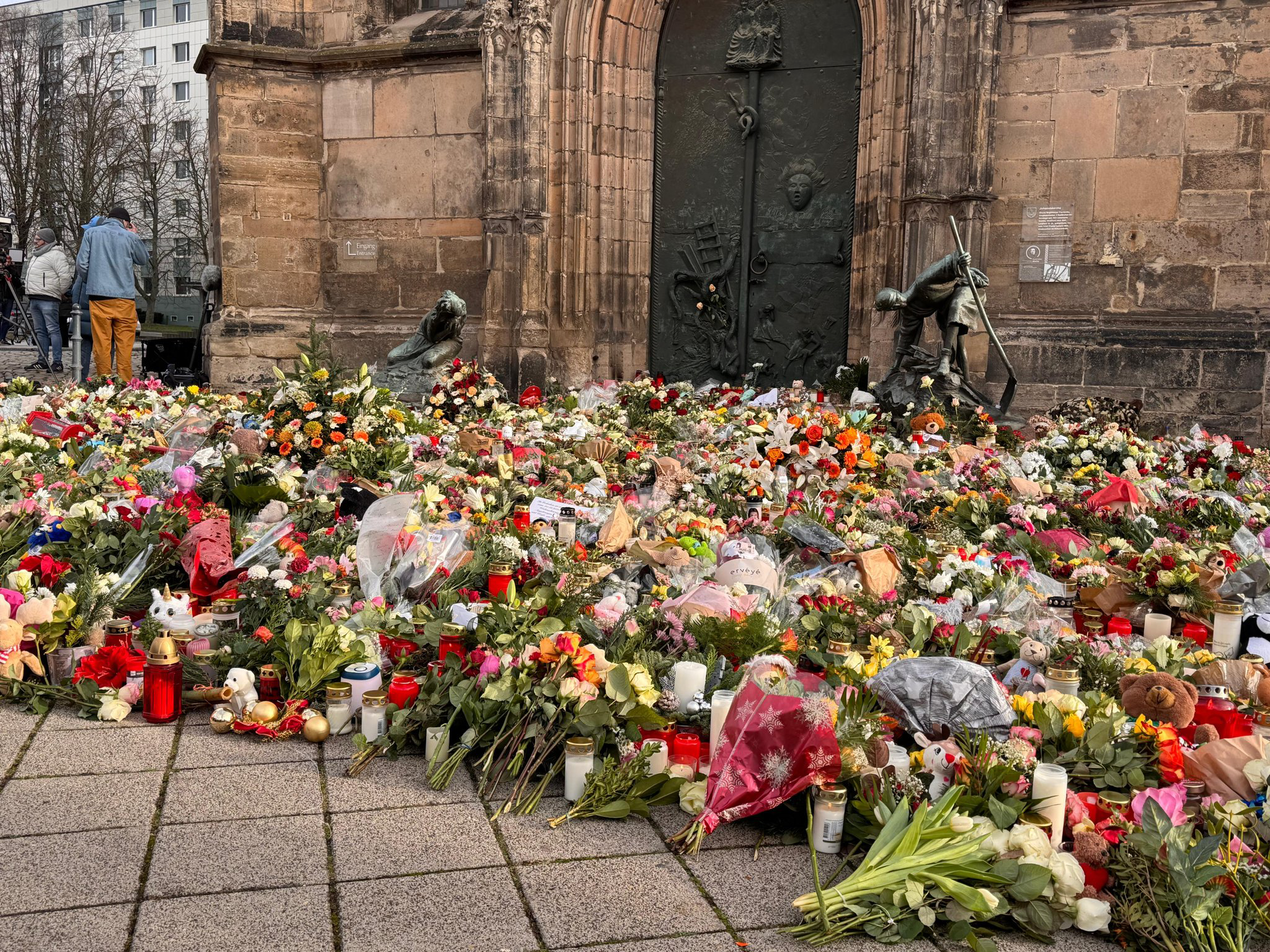
Ofrendas florales en homenaje a las víctimas

Los informes preliminares de la Policía de Magdeburgo indicaban que había un fallecido, aumentando poco después a dos muertos; así como más de 60 personas heridas.
Posteriormente, las cifras de víctimas ascendieron a cinco muertos -un niño de nueve años de Baja Sajonia y cuatro mujeres de Sajonia-Anhalt de 45, 52, 67 y 75 años respectivamente, así como 41 heridos graves, 90 en estado crítico y más de 80 con lesiones leves. con lo que el número total de heridos ascendió a más de 200 personas, muchos de los cuales fueron trasladados al Hospital Universitario de Magdeburgo. El 23 de diciembre, la fiscalía actualizó el número de heridos a 235, pero admitió que la cifra podría basarse en múltiples recuentos.

## Autoría
El conductor del vehículo fue detenido inmadiatamente después de los hechos. Según informaciones del ministro presidente de Sajonia-Anhalt, Reiner Haseloff (CDU), así como de los periódicos Die Welt, Der Spiegel y otros, el presunto autor es Taleb Jawad al-Abdulmohsen, un médico de origen saudí de 50 años, que vivía en Bernburg y que trabajaba como psicólogo y psiquiatra en el correccional de una clínica de dicha localidad. El presunto autor emigró a Alemania en marzo de 2006, fue reconocido como refugiado en julio de 2016 y tenía permiso de establecimiento y de residencia. Según India Today, Arabia Saudita busca a Al-Abdulmohsen por cargos relacionados con el terrorismo y la trata de personas, concretamente, por facilitar el tráfico de personas desde su país a través de los estados del Golfo hacia la Unión Europea. A pesar de la petición de extradición de Arabia Saudí, Alemania le concedió asilo político en 2006, argumentando preocupación por su seguridad y sus derechos si era devuelto a Arabia Saudí. El gobierno alemán se negó a extraditarlo alegando falta de garantías procesales.
Al-Abdulmohsen se presentaba en los medios de comunicación como un exmusulmán, crítico del islam. En 2019, había concedido entrevistas al Frankfurter Rundschau y al Frankfurter Allgemeine Zeitung en las que se presentó como Fluchthelfer (persona que ayuda a otros a huir). En ellas dice de sí mismo: «Soy el crítico del islam más agresivo de la historia. [...] No hay islam bueno». Der Spiegel también informó sobre él en 2019; a través de su foro web wearesaudis.net y X habría ayudado a otras personas a huir de Arabia Saudí.
En la red social X, Al-Abdulmohsen publicó un fusil de asalto AR-15 como foto de perfil y escribió: «Alemania persigue a los solicitantes de asilo saudíes dentro y fuera de Alemania para destrozarles la vida» y «Alemania quiere islamizar Europa». En una entrevista en video que apareció en un blog islamófobo estadounidense ocho días antes del crimen, dedicó más de 45 minutos a difundir teorías según las cuales el Estado alemán dirigía una «operación secreta encubierta» para «cazar y destruir las vidas» de ex musulmanes saudíes en todo el mundo, pero al mismo tiempo se concedía asilo en Alemania a yihadistas sirios.
También compartió contenidos similares de ideología populista de derechas, incluyendo contenidos de Alice Weidel, del teórico de la conspiración Alex Jones y de Elon Musk. También difundió, entre otras cosas una entrevista de Nius a Weidel, un video de la influencer de derechas Naomi Seibt, una aportación del abogado Markus Haintz, perteneciente al movimiento de los ‘’Querdenker’’(de protesta contra las medidas de protección contra la pandemia de COVID-19 en Alemania), así como aportaciones de cuentas de Donald Trump y de cuentas pertenecientes a extremistas de derecha. En mayo de 2024, escribió: «Espero seriamente morir este año. La razón: lucharé por la justicia a toda costa. Y las autoridades alemanas obstruyen cualquier camino pacífico hacia la justicia». Unos minutos antes del atentado, publicó más vídeos. En uno de ellos, A. decía: «La propia policía es la criminal. En este caso, responsabilizo a la nación alemana, responsabilizo a los ciudadanos alemanes de lo que estoy afrontando.» Varios conocidos funcionarios de AfD y de su organización juvenil Junge Alternative seguían el canal X del asesino. Al parecer, él mismo también era partidario de la AfD. En un tuit escribió: «La izquierda está loca. Necesitamos a la AfD para proteger a la policía de sí misma». Ya en 2016, A. anunció en la plataforma que quería poner en marcha un proyecto para exmusulmanes en colaboración con la AfD.
Sin embargo, en la entrevista en vídeo con la Fundación Rair, que concedió ocho días antes del atentado, se describió a sí mismo como izquierdista y, al mismo tiempo, calificó a los izquierdistas de «los peores criminales del planeta». Según el periódico The Times of Israel, Al-Abdulmohsen compartía contenidos proisraelíes en Internet.
Al día siguiente del atentado, la ministra federal del Interior, Nancy Faeser, anunció que la actitud del presunto autor era «ciertamente» islamófoba. El científico social e investigador de la radicalización Hans Goldenbaum, del Instituto Max Planck de Antropología Social, clasifica a Al-Abdulmohsen como un extremista de derecha a escala mundial. Llevaba muchos años utilizando internet para encontrar actores del entorno ultraderechista de habla alemana e inglesa y también había aportado sus propias opiniones antiislámicas.

## Evaluación del riesgo por parte de las autoridades
Arabia Saudí habría advertido a las autoridades de seguridad alemanas sobre Al Abdulmohsen en tres ocasiones en el pasado reciente. Según informaciones de WDR, NDR y Süddeutsche Zeitung, varias personas han denunciado a la policía por amenazas de violencia de Al Abdulmohsen. Según una investigación de ARD-Hauptstadtstudio, fue condenado a 90 multas diarias de diez euros cada una por el tribunal de distrito de Rostock en 2013 por amenazar con cometer delitos penales. El Servicio Federal de Inteligencia recibió un informe de Arabia Saudí según el cual Al Abdulmohsen habría anunciado algo «grande» en Alemania ya en 2023. En otoño de 2023, una mujer que estaba en contacto con él a través de Internet advirtió a la policía de Berlín de que Al Abdulmohsen quería matar a 20 alemanes. Sin embargo, envió su correo electrónico a la policía de Berlín en Nueva Jersey.
Las publicaciones en Internet del presunto autor muestran que se sentía perseguido por la justicia y la policía alemanas y que estaba dispuesto a llevar a cabo un atentado. En un tuit de diciembre de 2023, Taleb A. escribió: «Os aseguro que la venganza al 100% llegará pronto. Aunque me cueste la vida». Y continuaba: «Alemania tendrá que pagar el precio. Un precio enorme». En mayo de 2024, publicó en X en inglés: «Espero seriamente morir este año. Razón: Me aseguraré de que se haga justicia a toda costa. Y las autoridades alemanas están bloqueando todos los caminos pacíficos hacia la justicia». En agosto de 2024, publicó en árabe: «Os lo aseguro: Si Alemania quiere guerra, la tendremos. Si Alemania quiere matarnos, los masacraremos, moriremos o iremos a prisión con orgullo. Como hemos agotado todos los medios pacíficos, sólo hemos encontrado más crímenes por parte de la policía, la seguridad del Estado, la fiscalía, la judicatura y el Ministerio del Interior. La paz no les sirve de nada".
En 2023, la Oficina Estatal de Policía Criminal de Sajonia-Anhalt y la Oficina Federal de Policía Criminal llegaron a la conclusión de que Taleb Al Abdulmohsen no representaba «ningún peligro específico». Jochen Kopelke, Presidente Federal de la Unión Alemana de Policía, explicó que no todas las pistas procedentes del extranjero o las publicaciones en redes sociales podían y debían procesarse inmediatamente; el trabajo policial cotidiano se vería afectado por la protección de datos, las fuentes procedentes del extranjero y los obstáculos legales. El Presidente Federal del Sindicato Alemán de Policía, Rainer Wendt, también se refirió a la falta de capacidad de personal y a la falta de competencias policiales: «Es cuestionable que los avisos previos al delito hubieran sido motivo suficiente para una actuación policial. La policía ni siquiera es capaz de vigilar a todos los terroristas islamistas que sabe que estarían dispuestos a cometer un atentado".

## Información falsa
Tras el atentado, hubo una oleada de afirmaciones falsas en las redes sociales por parte de extremistas de derecha tanto alemanes como extranjeros. Incluso antes de que se conocieran las primeras declaraciones oficiales, el ultraderechista Martin Sellner afirmó en numerosos mensajes que el presunto autor era sirio. Otras cuentas sugerían que el autor había llegado a Alemania desde Siria en 2015/16. Sellner y otras cuentas compartieron además gráficos en los que se afirmaba que no había uno, sino cinco autores. Además, se volvieron a publicar vídeos antiguos como supuestas grabaciones nuevas y se añadieron afirmaciones falsas. Por ejemplo, los desinformadores utilizaron vídeos de sirios celebrando la caída del presidente Bashar al-Ásad en Alemania y afirmaron que esos vídeos mostraban a sirios celebrando el atentado contra el mercado navideño. Al presidente federal Frank-Walter Steinmeier se le atribuyó la cita inventada de que no se debe «[...] denunciar a la persona que comete el delito y escuchar con calma y paciencia las razones», y la cita inventada se difundió entonces a través de las redes sociales. Otros actores utilizaron el atentado para hacer propaganda antiisraelí o difundieron la falsa afirmación de que los kurdos estaban detrás del atentado.
Otros medios de comunicación también difundieron información falsa. La noche del atentado, por ejemplo, el reportero del MDR, Hagen Tober informó en el programa Tagesthemen, basándose supuestamente en declaraciones de un oficial del Landeskriminalamt (la policía del estado federal para los asuntos criminales) que habían muerto once personas. Los periódicos Bild y Volksstimme también informaron de once muertos la noche del atentado.

## Respuestas

### Nacional

#### Estatal
El ministro-presidente de Sajonia-Anhalt, Reiner Haseloff, calificó el incidente de «suceso terrible» y se dirigió a Magdeburgo.

#### Federal
El canciller Olaf Scholz mostró su consternación a través de su perfil oficial de X, indicando: «Mis pensamientos están con las víctimas y sus familias. Estamos a su lado y al pueblo de Magdeburgo. Mi agradecimiento a los dedicados trabajadores de rescate en estas horas de ansiedad».

### Internacional
En respuesta a este ataque, el Departamento de Policía de Nueva York informó de la decisión de incrementar la seguridad en los mercadillos navideños.